# Cryptolepis yemenensis
Cryptolepis yemenensis là một loài thực vật có hoa trong họ La bố ma. Loài này được Venter & R.L.Verh. mô tả khoa học đầu tiên năm 1999.